# Orest Danilowitsch Chwolson

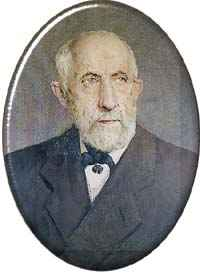
Orest Chwolson

Orest Danilowitsch Chwolson (russisch Орест Данилович Хвольсон; * 22. Novemberjul. / 4. Dezember 1852greg. in Sankt Petersburg; † 11. Mai 1934 ebenda, nun Leningrad genannt) war ein russischer Physiker und ab 1920 Ehrenmitglied der Russischen Akademie der Wissenschaften.
Orest Chwolson war der Sohn des Orientalisten und Altertumsforschers Daniil Awraamowitsch Chwolson. Er graduierte 1873 von der Universität St. Petersburg, begann dort 1876 zu unterrichten und wurde schließlich 1891 Professor. Orest Chwolson verfasste eine Reihe von Arbeiten über Elektrizität, Magnetismus und Fotometrie. Er entwickelte neue Arten von Aktinometern, die in russischen Wetterstationen noch für lange Zeit verwendet wurden. Nach 1896 widmete sich Chwolson vor allem der Zusammenstellung seines vierbändigen Werkes "Lehrbuch der Physik" (Курс физики), das den Physikunterricht in ganz Russland enorm verbesserte und an Universitäten für viele Jahre das physikalische Standardwerk darstellte. Es wurde auch ins Deutsche, Französische und Spanische übersetzt.
Orest Chwolson wurde mit dem Orden des Roten Banners der Arbeit ausgezeichnet. Seit 1908 war er assoziiertes Mitglied der Académie royale des Sciences, des Lettres et des Beaux-Arts de Belgique. Im Jahr 1922 wurde er zum Ehrenmitglied der Deutschen Physikalischen Gesellschaft. Der Leningrader Physikalisch-Mathematischen Gesellschaft gehörte er ebenfalls als Ehrenmitglied an. Der Mondkrater Khvol'son ist nach ihm benannt.

## Werke
- Lehrbuch der Physik. 2. Aufl.,  Fr. Vieweg, Braunschweig 1918–1927 (4 Bände, in 8 Bände aufgeteilt).
- Hegel, Haeckel, Kossuth und das zwölfte Gebot : eine kritische Studie, Vieweg, Braunschweig 1906.
- Zwei Fragen an die Mitglieder des deutschen Monistenbundes. Friedr. Vieweg u. Sohn, Braunschweig 1908.
- Die Physik und ihre Bedeutung für die Menschheit. (Übersetzt von Georg Kluge), Vieweg,  Braunschweig 1924.
- Die Evolution des Geistes der Physik, 1873–1923 (A. d. Russischen übers. v. V. R. Bursian), Vieweg, Braunschweig 1925.
- Die Physik 1914–1926 (Übers. v. Georg Kluge), Vieweg, Braunschweig 1927.